# Roald Amundsen
Pour les articles homonymes, voir Roald Amundsen (homonymie) et Amundsen.
Roald Engelbregt Gravning Amundsen (prononciation : /ˈɾuːɑl ˈɑmʉnsən/), né le 16 juillet 1872 à Borge en Norvège et mort le 18 juin 1928 vers l'île aux Ours, est un marin et explorateur polaire norvégien.
En 1898, il participe à l'expédition polaire belge d'Adrien de Gerlache de Gomery qui réalise le premier hivernage en Antarctique. Il s'y lie avec le médecin du bord, le docteur Frederick Cook, qui lui révèle le parti que l'on peut tirer des chiens huskys dans les expéditions polaires. En 1905, il est le premier à franchir le passage du Nord-Ouest qui relie l'océan Atlantique au Pacifique dans le Grand Nord canadien. Il commande plus tard l'expédition qui, la première, atteint le pôle Sud, le 14 décembre 1911, après être arrivé dans la baie des Baleines le 14 janvier 1911.
Préparée avec méticulosité, cette entreprise hardie est aussi une coïncidence. Deux ans auparavant, Amundsen a échafaudé des plans pour étendre son exploration de l'océan Arctique et se laisser dériver jusqu'au pôle Nord. Mais il a reçu la nouvelle que Robert Peary a annoncé l'avoir déjà atteint en 1909 (ce qui fut ensuite contesté). « À cet instant, racontera plus tard Amundsen, je décidai de modifier mon objectif, de changer du tout au tout, et d'aller vers le Sud. » Amundsen escompte que la conquête du pôle Sud lui assure la gloire aussi bien que le financement des explorations suivantes. Faisant semblant de se préparer pour le Nord, il organise secrètement son départ pour le Sud. Mais parvenir le premier au pôle Sud ne va pas de soi. Commandée par le capitaine Robert Falcon Scott et entourée d'une abondante publicité, une expédition britannique s'y destine également.
Amundsen n'ignore rien des ambitions de son rival. La note du 12 décembre 1911 dans son journal de bord en témoigne : tenaillé par l'idée que Scott peut le prendre de vitesse, il se met en route avant l'arrivée du printemps polaire, et, malgré une météo défavorable, il devient le premier à atteindre le pôle Sud le 14 décembre 1911. En 1926, après avoir survolé le pôle Nord en ballon dirigeable, Amundsen devient le premier à avoir atteint les deux pôles.
Il disparaît en juin 1928 en participant à une mission de recherche et sauvetage de l'ingénieur aéronautique et explorateur italien Umberto Nobile. Il est, avec Douglas Mawson, Robert Falcon Scott et Ernest Shackleton, l'un des chefs de file de l'exploration polaire et de l'âge héroïque de l'exploration en Antarctique entre 1900 et 1912.

## Jeunesse
Né le 16 juillet 1872 à Borge, près de Christiania (aujourd'hui Oslo), entre les villes de Fredrikstad et Sarpsborg, il est le quatrième fils d'un capitaine de marine devenu armateur, Jens Amundsen. Sa mère fait pression sur lui pour l'éloigner de l'activité maritime et souhaite qu'il devienne médecin. Lors du retour triomphal de Fridtjof Nansen après sa traversée du Groenland en ski en 1889, Amundsen, alors âgé de 18 ans, décide de devenir explorateur polaire mais cache ce rêve à ses parents. En 1890, il entame cependant des études de médecine pour sa mère. Après le décès de celle-ci, en 1893, et des examens ratés,, il quitte l'université pour une vie de marin. Il est alors âgé de 21 ans et s'engage pour une campagne de six mois sur le phoquier Magdalena. Il poursuit ensuite son apprentissage de marin à bord des navires de la flotte de son père.

## Ses expéditions polaires

### L'expédition de laBelgica, 1897-1899

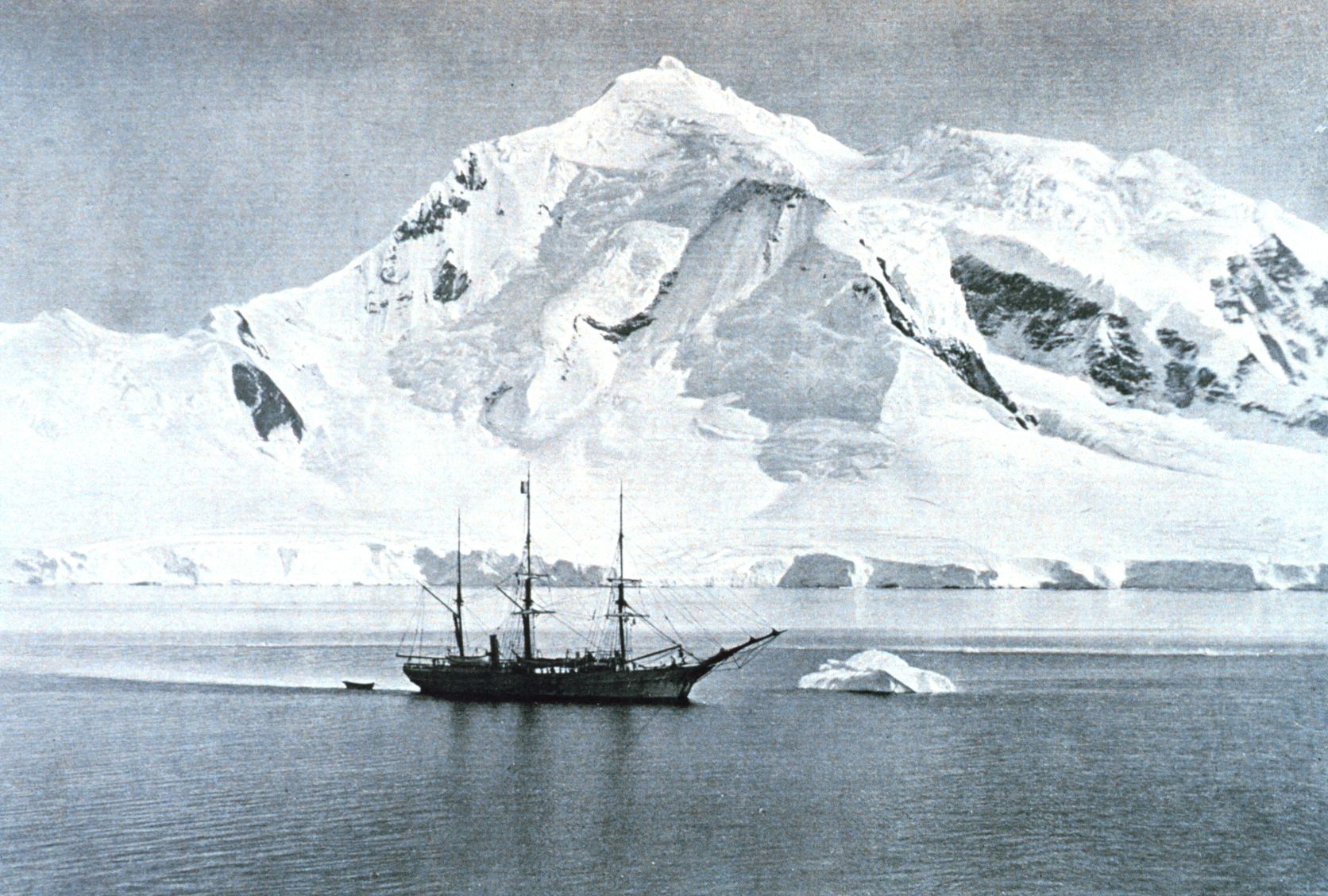
La Belgica en Antarctique.

En 1896, un Belge, le commandant Adrien de Gerlache de Gomery, qui prépare une expédition d'exploration scientifique en Antarctique, achète un phoquier en Norvège, qu'il rebaptise Belgica. Il compose un équipage international et intègre comme second lieutenant Roald Amundsen.
La Belgica appareille en octobre 1897 et atteint la Terre de Graham en janvier 1898. Là, Amundsen participe à plusieurs raids à l'intérieur des terres équipé de ses skis ; il est le premier à en utiliser en Antarctique. En mars, le navire est pris dans la banquise de la mer de Bellingshausen au large de la Terre Alexandre, à l'ouest de la péninsule Antarctique, à 70°30'S et reste bloqué pendant plus d'un an  avant de rentrer en Belgique. C'est le premier hivernage en Antarctique.
Lors de cette première expédition majeure, Roald Amundsen noue une solide amitié avec le médecin du bord, l'Américain Frederick Cook, qui joue un rôle prépondérant dans la réussite de l'hivernage. Selon Amundsen, Cook a sauvé l'équipage des ravages du scorbut en lui donnant à manger de la viande de manchot. Cook, qui venait de parcourir avec Robert Peary le nord du Groenland, lui fournit de nombreuses informations sur les Inuit, leurs techniques de protection au froid ainsi que leurs déplacements avec des chiens d'attelage. Amundsen restera fidèle à cette amitié même au plus fort de la polémique qui opposera Peary à Cook pour la revendication de la conquête du pôle Nord.

### Le passage du Nord-Ouest, 1903-1906
Après son retour en Norvège et l'obtention de son brevet de capitaine, Amundsen prépare sa première expédition personnelle. L'ouverture du passage du Nord-Ouest (passage, fermé par les glaces, qui relie l'Atlantique au Pacifique par le grand nord canadien jusqu'au détroit de Béring), découvert par voie terrestre en 1822. Il n'avait jamais encore été ouvert par voie maritime. Nombreux sont les explorateurs qui ont tenté de forcer ce passage maritime : Jean Cabot, Jacques Cartier ou encore Henry Hudson, sans oublier la tragique expédition de John Franklin au milieu du XIXe siècle.
Pour son expédition, Amundsen rencontre, en décembre 1900, l'explorateur Fridtjof Nansen, qui encourage et appuie le projet. Il le complète même par une recherche plus scientifique : le pôle Nord magnétique.

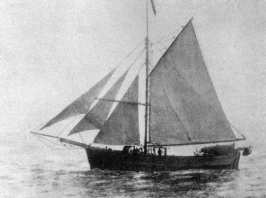
Le Gjøa.

Amundsen vend ses parts de l'entreprise familiale et prend le large avec six compagnons sur un navire de pêche de 47 tonnes, le Gjøa, qu'il munit d'un petit moteur. Il appareille le 16 juin 1903, criblé de dettes. Ils naviguent par la mer de Baffin, les détroits de Lancaster et de Peel, puis les détroits de Ross et de Rae.
Au lieu d'aller à l'ouest de l'île du Roi-Guillaume comme l'avait fait John Franklin, il décide de longer sa côte est. Le 9 septembre, il ancre le Gjøa sur la côte sud de l'île du Roi-Guillaume et hiverne deux ans dans une baie qu'il nomme Gjoa Haven (aujourd'hui au Nunavut, Canada),.
Pendant cette longue période, occupée par des mesures magnétiques, il se rapproche du campement des Inuits Netsilik et continue patiemment à apprendre les techniques des Inuits auxquelles Frederick Cook l'avait initié, ainsi que leur langue. Il apprend à mener les chiens d'attelage et à porter des vêtements en fourrures du Grand Nord à la place des lourdes parkas en laine. Après son troisième hiver dans les glaces, il arrive à se frayer un passage dans la mer de Beaufort, et, continuant au sud de l'île Victoria, il quitte l'archipel arctique canadien le 17 août 1905, devenant ainsi celui qui ouvre le passage du Nord-Ouest. Avant de pouvoir poursuivre jusqu'à Nome, sur la côte pacifique de l'Alaska, il doit s'arrêter pour l'hivernage. Le poste de télégraphe le plus proche étant à Eagle City, à 800 km, Amundsen fait un aller-retour par la terre pour annoncer au monde par message le succès son expédition. Message envoyé en PCV le 5 décembre 1905. Il arrive finalement à Nome en 1906. Il n'aurait jamais pu accomplir son exploit sur un navire plus grand car il y avait des hauts-fonds. Il a mesuré parfois un seul mètre de profondeur.
En Alaska, Roald Amundsen apprend que la Norvège est devenue indépendante de la Suède et a son roi. Il envoie à Haakon VII un message lui disant que « c'est un grand exploit pour la Norvège ». Il lui dit qu'il espérait faire davantage pour son pays et signe « Votre sujet loyal, Roald Amundsen ».
Le passage du Nord-Ouest est franchi mais il est rapidement délaissé en raison des difficultés de navigation. Ce n'est qu'en 1940-1942 que le passage du Nord-Ouest sera de nouveau franchi, cette fois d'Ouest en Est, puis en 1944 d'Est en Ouest en une seule saison, par la goélette St. Roch de la police montée canadienne commandée par Henry Larsen,.

### L'expédition au pôle Sud, 1910-1912

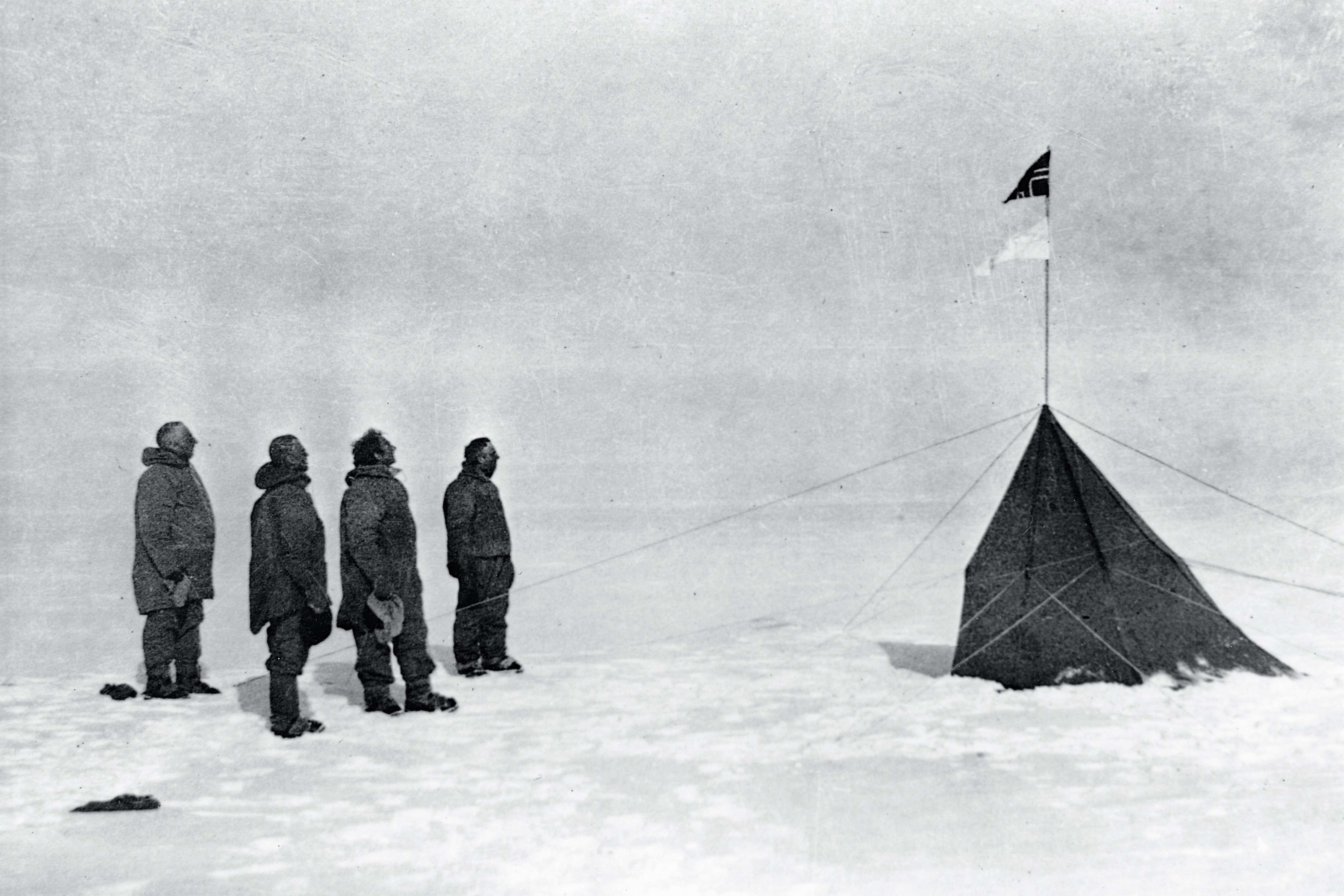
Amundsen (à gauche) et ses compagnons à Polheim en décembre 1911.

Il est temps maintenant pour Amundsen de s'attaquer au rêve de toute sa vie : être le premier homme à atteindre le pôle Nord. Nansen lui prête le Fram et Amundsen se prépare pour une répétition de la dérive de ce dernier à travers l'océan Arctique, un projet prévu pour durer entre quatre et cinq ans. À cette époque les expéditions polaires sont en plein essor et dans un esprit de compétition entre les nations et entre les hommes, aussi bien pour le Nord (Peary, Cook, Amundsen), que pour le Sud (Scott, Shackleton). Cette rivalité va faire basculer le destin d'Amundsen : le 1er septembre 1909, Frederick Cook annonce qu'il a atteint le pôle Nord le 21 avril. Six jours plus tard, Peary annonce qu'il a atteint le pôle Nord, lui, le 6 avril. La grande controverse du pôle Nord commence.
Robert Falcon Scott prépare une expédition, l'expédition Terra Nova, d'après les notes et les cartes d'une route ouverte en fin 1908-début 1909 par Ernest Shackleton, son ex-lieutenant de sa précédente expédition Discovery (1901-1904) étant devenu à son tour chef d'expédition, l'expédition Nimrod. Shackleton a été contraint de faire demi-tour le 9 janvier 1909 à 180 km du pôle sud. Scott donc, hâte ses préparatifs pour aller, lui, jusqu'au pôle. Amundsen apprenant en peu de temps les nouvelles du Nord comme celles du Sud, de cette année 1909 chargée, prend immédiatement la décision de changer ses plans et de mettre cap au Grand Sud pour tourner définitivement la page de la conquête du pôle sud. Il tient cette nouvelle rigoureusement secrète y compris vis-à-vis de son équipage (seuls son frère et son second seront au courant du changement de destination).
Le 3 juin 1910, il appareille officiellement de Christiania — aujourd'hui Oslo,. Une fois à Madère, Amundsen informe son équipage du changement de destination et envoie un télégramme à Scott « BEG TO INFORM YOU FRAM PROCEEDING ANTARCTIC--AMUNDSEN » (« Prends liberté vous informer Fram fait route vers l'Antarctique »). Tous les membres de l'équipage décident de rester avec leur capitaine.

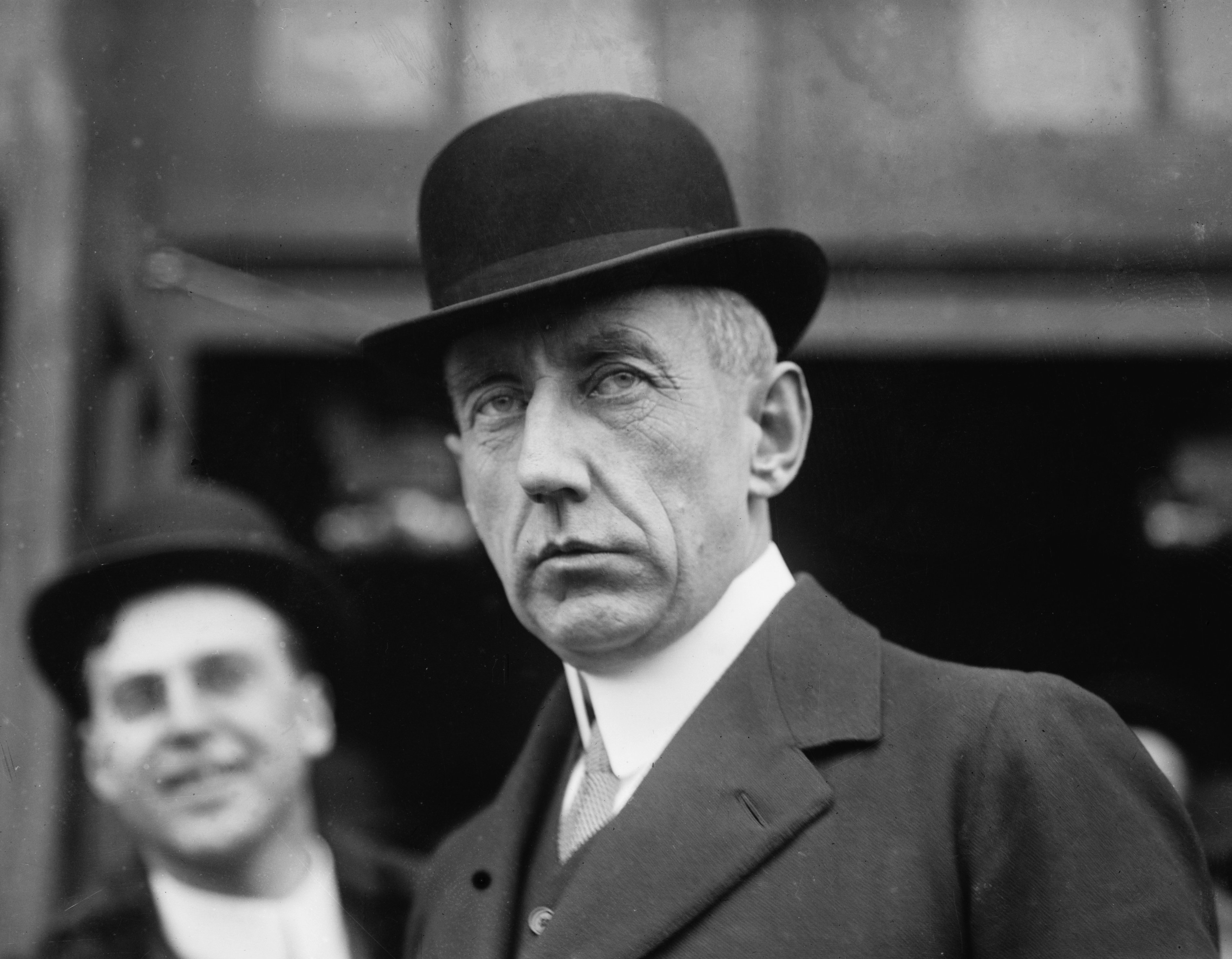
Amundsen en 1913.

Le 14 janvier 1911, il installe son camp de base, qu'il nomme Framheim, sur le glacier flottant dans la baie des Baleines à l'est de la barrière de Ross dans l'Antarctique. Amundsen croyait (faussement) que le glacier restait sur terra firma et donc serait sûr. Lorsque le Terra Nova, le navire de Scott, pénètre dans la baie des Baleines où l'équipage découvre le Fram, les Britanniques sont frappés par la qualité de l'expédition norvégienne, l'expérience des hommes et surtout par le nombre de chiens (130). C'est sur cette impression forte que Scott établira son camp à 700 km à l'ouest du camp d'Amundsen au cap Evans.
Utilisant des skis et des chiens d'attelage, Amundsen et son équipage créent des dépôts de ravitaillement aux 80°, 81° et 82° degrés Sud en ligne droite vers le pôle. Après une tentative avortée le 8 septembre 1911, le 19 octobre Amundsen, Olav Bjaaland, Helmer Hanssen, Sverre Hassel et Oscar Wisting prennent le départ avec quatre traîneaux et 52 chiens (il prévoyait de tuer quelques chiens au retour pour se nourrir ainsi que ses hommes et les chiens restants). Ouvrant une voie jusqu'alors inconnue, sur le glacier Axel Heiberg ils arrivent sur le plateau polaire le 21 novembre après une ascension de quatre jours. Le 14 décembre à quinze heures, ils atteignent le pôle Sud. Scott en est encore distant de 572 km, qu'il mettra  plus de trente-trois jours à parcourir.
Amundsen nomme leur camp du pôle Sud Polheim, « maison au pôle ». Il renomme le plateau Antarctique le « plateau de Haakon VII ». Lui et son équipe laissent une petite tente et une lettre adressée au roi Haakon où il raconte leur exploit au cas où ils périraient au cours de leur retour à Framheim. Ils survivent et y rentrent le 25 janvier 1912 avec 11 chiens d'attelage après avoir parcouru 2 824 km en 94 jours (56 à l'aller, 38 au retour) soit une moyenne de 30 km par jour.
Le succès de l'expédition d'Amundsen tient à une préparation soignée, des équipements de qualité, des vêtements appropriés (en peau animale), des tâches matérielles simples (Amundsen ne fait pas de relevés pendant le voyage au pôle et ne prend que deux photos), une bonne connaissance des chiens d'attelage, et l'usage des skis. En contraste avec l'expédition de Scott, celle d'Amundsen est sans surprise et bien planifiée.

## Dernières explorations

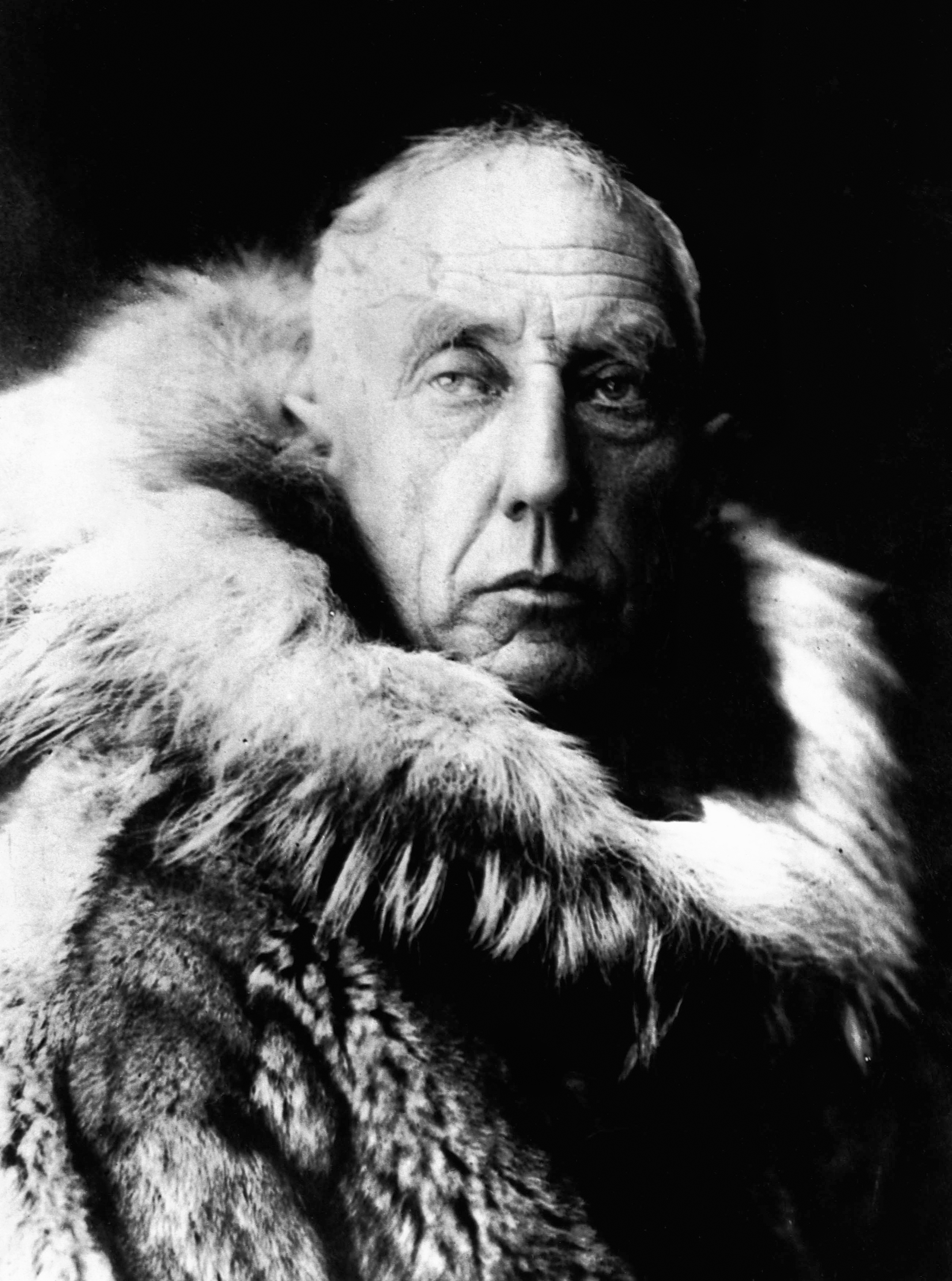
Roald Amundsen vers 1920.

Le Fram devenant vieux, Amundsen équipe un nouveau navire, la Maud. En 1918, à bord de ce dernier, il franchit le passage du Nord-Est ouvert en 1879 par le suédois Nils Gustaf Nordenskiöld, devenant le premier homme à franchir les deux passages mythiques de l'Arctique. Il veut figer la Maud dans la glace de la banquise pour dériver avec (comme Nansen avait fait avec le Fram), mais il ne réussit pas. Toutefois, les études scientifiques menées à bord, principalement par Harald Sverdrup, sont d'une grande valeur.

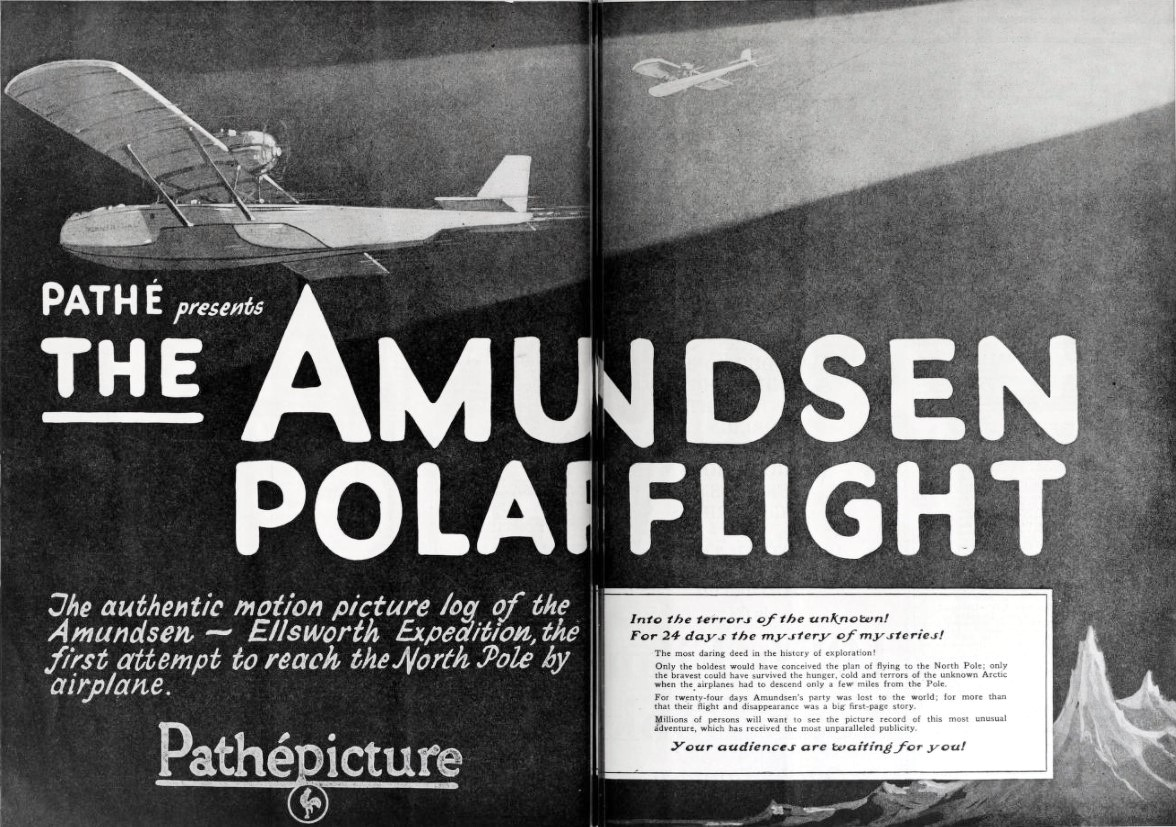
Annonce pour le film documentaire retraçant l'expédition aérienne de 1925.

L'aviation attire Amundsen. Il obtient son brevet de pilote en 1918. En 1923, il projette de tenter un vol au-dessus du pôle Nord mais son avion s'écrase quelques jours avant le départ. Un millionnaire américain, Lincoln Ellsworth lui propose alors de financer le projet à condition d'en faire partie. En mai 1925, Amundsen, Ellsworth et le pilote Hjalmar Riiser-Larsen (ainsi que trois autres membres d’équipage) décollent du Spitzberg à bord de deux hydravions, le N-24 et le N-25, et réalisent un vol avant de se poser en catastrophe à 87°44' de latitude Nord. Les avions se posent sur la glace à quelques kilomètres de distance l'un de l'autre, mais les équipages arrivent à se réunir. Le N-24  étant trop endommagé, ils travaillent trois semaines pour créer une piste de décollage. L'accueil est triomphal, le public pensant qu'ils étaient perdus à jamais.
L'année suivante, en 1926, Amundsen, Ellsworth, Riiser-Larsen, Wisting et l'ingénieur en aéronautique Umberto Nobile décident une tentative en dirigeable (l'Italie propose un navire à la condition que Nobile fasse partie de l'équipage). Le Norge, conçu par Nobile, quitte le Svalbard le 11 mai 1926, survole le pôle Nord à 1 h 30 et arrive à Teller en Alaska deux jours plus tard.
Les trois revendications du premier voyage au pôle Nord (Cook en 1908, Peary en 1909, et Byrd en 1926 — ce dernier quelques jours avant le Norge), étant disputées, soit par inexactitude géographique ou accusations de mensonge, le voyage du Norge est considéré par certains comme le premier à avoir réellement survolé le point mythique 90° N. Ainsi, Amundsen et Wisting seraient les premières personnes à avoir atteint les deux pôles.

## Disparition

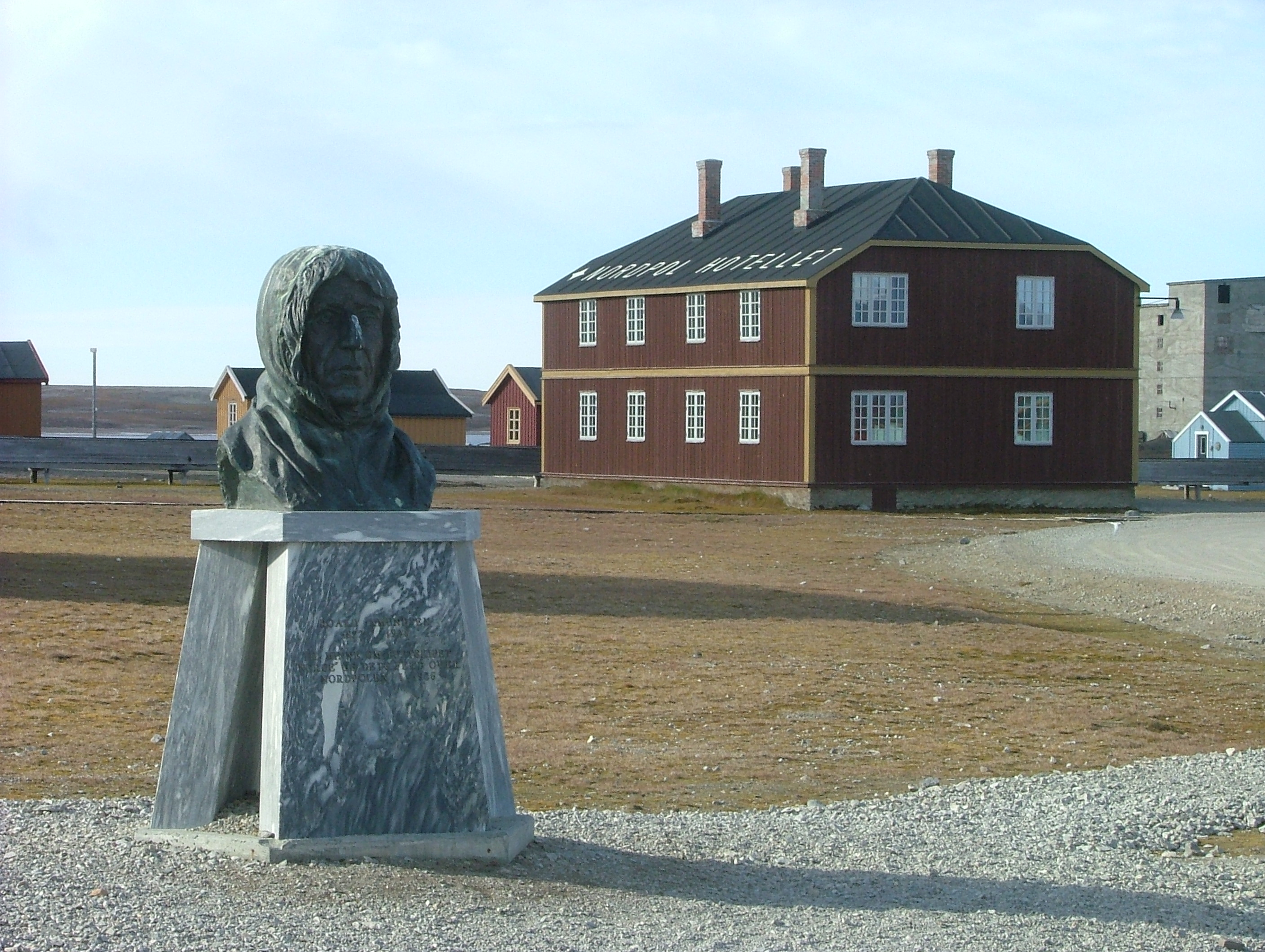
Monument à Ny-Ålesund, Svalbard.

Amundsen annonce sa retraite après le voyage du Norge. Malgré son énorme gloire, particulièrement dans son pays natal, il est toujours lourdement endetté. Ses relations avec Umberto Nobile se sont dégradées. Il accepte toutefois de prendre part à une mission de recherche et sauvetage de Nobile et son équipage du dirigeable Italia, écrasé au nord du Spitzberg en revenant du pôle Nord.
Amundsen s'envole donc le 18 juin 1928 à bord d'un hydravion Latham 47 de la marine nationale française avec son compatriote, le pilote Leif Dietrichson. L'équipage est composé du capitaine de corvette René Guilbaud, du capitaine de corvette Albert Cavelier de Cuverville, du maître mécanicien pilote Gilbert Brazy et du second maître radiotélégraphiste Emile Valette. Aucun d'entre eux ne reviendra. Seul un flotteur et un réservoir de l'hydravion ainsi qu'un radeau de fortune sont retrouvés près de la côte de Tromsø. Il est probable que l'hydravion s'est écrasé, désorienté dans un brouillard, quelque part dans la mer de Barents, et qu'Amundsen est mort lors de l'accident ou peu après. Son corps n’a jamais été retrouvé. Le gouvernement norvégien n’a stoppé les opérations de recherche d’Amundsen qu'en septembre de la même année.
En 2003, on suppose que l'hydravion se serait écrasé au nord-ouest de l'île aux Ours. Le 24 février 2009, la marine norvégienne annonce une expédition pour le mois d'août 2009 afin de rechercher les restes de l'épave. À l'aide d'un sous-marin automatisé, baptisé Hugin, l'exploration d'une centaine de km2 au nord-ouest de l'île aux Ours tente sans succès de retrouver les débris du Latham 47 disparu 81 ans auparavant. En 2010, le documentaire Roald Amundsen, sur les traces du grand explorateur polaire de l'Allemand Rudolph Herzog, relate ces recherches restées infructueuses.

## Postérité
Aujourd'hui, plusieurs lieux polaires sont nommés en l'honneur d'Amundsen, dont la base Amundsen-Scott au pôle Sud, la mer d'Amundsen, le mont Amundsen (un nunatak) et le glacier Amundsen en Antarctique, et le bassin d'Amundsen et le golfe d'Amundsen dans l'océan Arctique. Le cairn d'Amundsen, érigé en 1912 dans la chaîne de la Reine-Maud, est classé comme monument historique de l'Antarctique.
Il existe également le cratère Amundsen, près du pôle Sud de la Lune. (1065) Amundsenia, un astéroïde de la ceinture principale aréocroiseur découvert le 4 août 1926 par l'astronome russo-soviétique Sergueï Beljawsky, tire son nom de Roald Amundsen.
La marine royale norvégienne dénomme sa deuxième frégate de la classe Nansen, KNM Roald Amundsen (2007). Au Canada, un navire de recherche de la Garde côtière canadienne, le NGCC Amundsen prend son nom. En Norvège, le nouveau navire de la Compagnie Express Côtier Hurtigruten, le MS Roald Amundsen, sera bientôt baptisé en son honneur.
L'écrivain Roald Dahl a reçu son prénom en hommage à Amundsen.
Le dessin animé Titina met en scène Amundsen et son conflit avec Umberto Nobile.
Dans le film historique et biographique norvégien Voyage au bout de la Terre (Amundsen), réalisé par Espen Sandberg et sorti en 2019, son rôle est interprété par Pål Sverre Hagen.

## Récompenses et distinctions
En 1906, il est élu membre de l'American Antiquarian Society.
- 1925 : Médaille Hans Egede

## Publications
- En avion vers le pôle nord, éditions Albin Michel.
- 2018 : Au-dessus du Pôle Nord en dirigeable, éditions Interfolio Livres

### Filmographie
- Voyage au bout de la Terre, réalisé par Espen Sandberg, 2019